# Podocarpus grayae
Podocarpus grayae — вид хвойних рослин родини подокарпових.

## Поширення, екологія
Країни поширення: Австралія (Північна територія, Квінсленд). Поширений неподалік від узбережжя у теплих субтропічних і тропічних лісах пн. Квінсленду, де зустрічається від близько рівня моря до ≈ 750 м. Росте безпосередньо за мангровими заростями, уздовж струмків і на низьких гірських хребтах. В Арнемленді, Північна територія, є лише кілька невеликих, реліктових популяцій в ділянках лісу вздовж струмків.

## Використання
Великі дерева є цінним джерелом деревини, але дані про його експлуатації відсутні, в першу чергу у зв'язку з тим, що вид був описаний як новий порівняно недавно. Повідомляється, що є у вирощуванні в деяких ботанічних садах.

## Загрози та охорона
Вирубка лісів призвели до скорочення історичної площі проживання цього виду. Це зниження в основному припинилося. Цей вид присутній в кількох охоронних територіях у більшій частині свого ареалу, що охоплює всі три субпопуляції.